# Гайдаров Володимир Георгійович
Володимир Георгійович Гайдаров (нім. Wladimir Gaidarow, 1893–1976) — український, німецький та радянський актор.

## Біографія
Володимир Гайдаров народився 13 (25 липня) 1893 року в Полтаві. З шести років навчався грі на скрипці. У третьому класі першої гімназії організував літературний гурток, а у п'ятому — захопився філософією. У 1912 році Володимир Гайдаров приїхав до Москви, і був прийнятий на філософське відділення історико-філологічного факультету Московського університету. В 1914 році, ще будучи студентом університету, успішно склав іспити до студії МХТ. У 1915 році дебютував у кіно в епізодичній ролі в циганському хорі у фільмі «Мара Крамська». З 1916 року Володимир Гайдаров знімався в головних ролях, в тому числі у фільмах Якова Протазанова. Наприкінці 1920 року в складі трупи художнього театру, у якій грала і його дружина Ольга Гзовська, емігрував через Прибалтику до Німеччини. Частина трупи працювала в берлінському кабаре «Блакитний птах» (Blauer Vogel), Гайдаров ставив спектаклі з участю дружини. Знімався у фільмах провідних режисерів Німеччини, таких як Мурнау («Палаюча рілля», 1922), Карл Теодор Дреєр («Затавровані», 1922), Джое Май («Трагедія любові», 1924), Ріхард Освальд («Жінка сорока років», 1925). У 1930 році поставив як режисер німецько-естонський фільм «Хвилі пристрасті» (Wellen der Leidenschaft), заснувавши для цього в Берліні власну виробничу фірму «Володимир Гайдаров Фільм ГмбХ».
Володимир Гайдаров підтримував зв'язки з радянським посольством у Берліні, і в 1932 році повернувся до Москви. У 1933 році знявся разом з Ольгою Гзовською у фільмі «Степові пісні». У 1934 році він переїхав до Ленінграду. Виступав з концертами і лекціями. Тільки у 1938 році його зарахували до трупу Ленінградського академічного театру імені О. С. Пушкіна, де він працював до 1968 року.
Помер Володимир Гайдаров 17 грудня 1976 року в Ленінграді. Похований на кладовищі селища Комарово.
У 2003 році у Полтаві, на вулиці Гоголя на фасаді кінотеатру «Колос» була встановлена меморіальна дошка пам'яті актора.

## Фільмографія

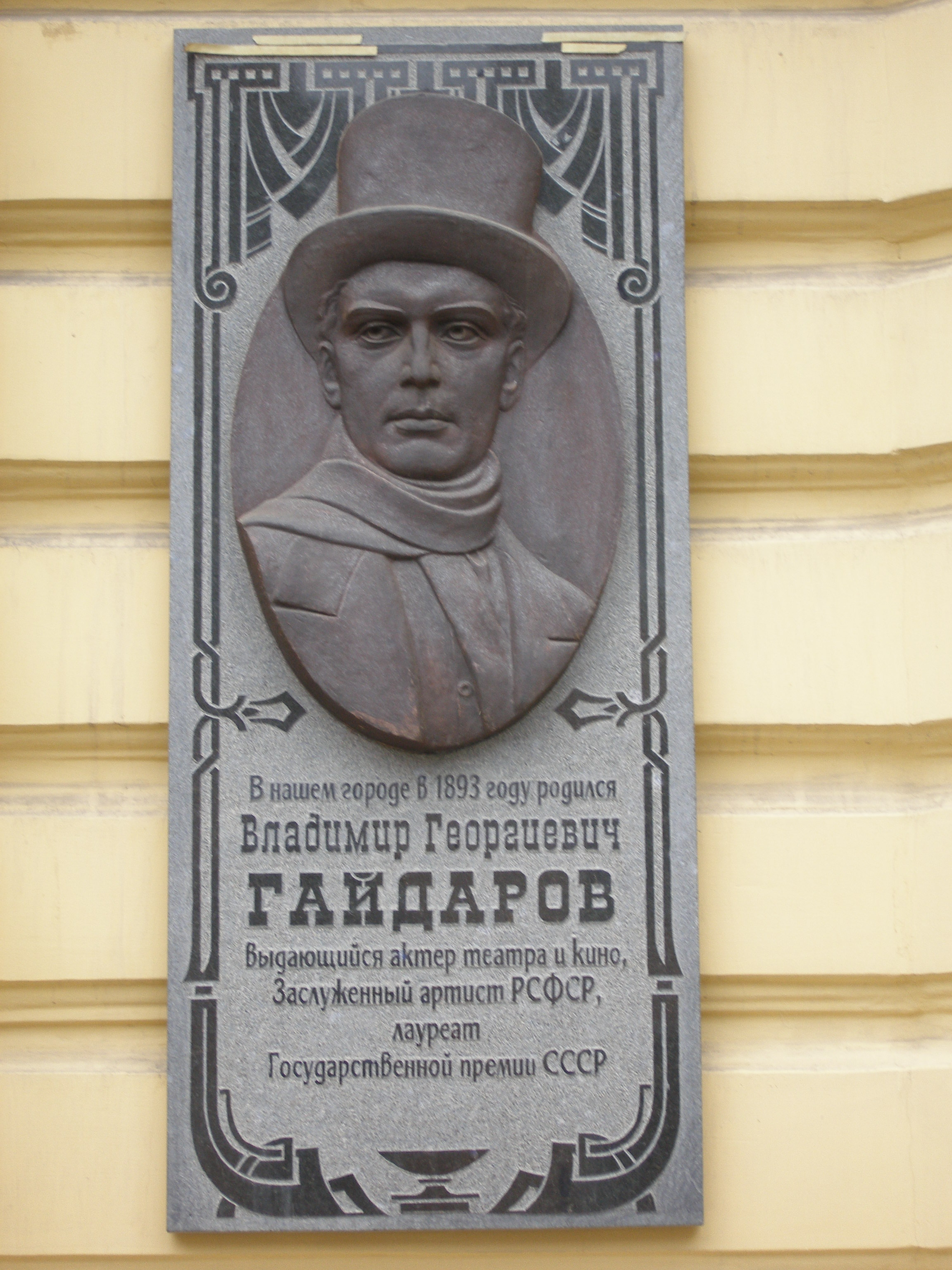
Меморіальна дошка в Полтаві

### В Росії
- 1915 — Мара Крамская —  циган в хорі
- 1916 — Аромат гріха
- 1916 — Коли вмирає любов
- 1916 — На крилах смерті —  князь Іполит Златогорський
- 1916 — Панна Мері —  піаніст Стріжекні
- 1916 — Ти до мене не повернешся —  мільярдер Старк і принц К.
- 1916 — Ураган
- 1916 — Шквал —  Володимир
- 1917 — Її жертва
- 1917 — І таємницю поглинули хвилі
- 1917 — Коли його час настане
- 1917 — Не треба крові —  Сергій Глаголін
- 1917 — Пісня свободи
- 1918 — Отець Сергій —  цар Микола I
- 1918 — Метель —  Володимир
- 1918 — Грішна Дженні —  Жорж Анжер
- 1918 — Іола —  скульптор Арно
- 1919 — То надія, то ревнощі сліпа
- 1919 — Правда — коханець
- 1919 — Люди гинуть за метал
- 1919 — Голгофа жінки

### У Німеччині
- 1922 — Засуджені /  Die Gezeichneten
- 1922 — Палаюча рілля /  Der brennende Acker
- 1923 — Людина в залізній масці /  Der Mann mit der eisernen Maske
- 1923 — Трагедія кохання /  Tragödie der Liebe
- 1924 — Олена /  Helena
- 1924 — Любіть життя /  Liebet das Leben
- 1925 — Авантюрист мимоволі /  Hochstapler wider Willen
- 1925 — Жінка сорока років /  Die Frau von vierzig Jahren
- 1926 — Роман молодого бідняка /  Le Roman d'un jeune homme pauvre
- 1926 — Манон Леско /  Manon Lescaut
- 1926 — Боротьба підлог /  Kampf der Geschlechter
- 1926 — Втеча в цирк /  Die Flucht in den Zirkus
- 1927 — Мадонна спальних вагонів /  La Madone des sleepings
- 1927 — Альпійська трагедія /  Alpentragödie
- 1927 — Біла рабиня /  Die weiße Sklavin
- 1927 — Альпійський спеку /  Alpenglühen
- 1928 — Викрадення жінок в Марокко /  Frauenraub in Marokko
- 1928 — Жінка на тортурах /  Die Frau auf der Folter
- 1928 — Дама під маскою /  Die Dame mit der Maske
- 1928 — Тернистий шлях княгині /  Dornenweg einer Fürstin
- 1929 — Свята або повія /  Heilige oder Dirne
- 1930 — Хвилі пристрасті /  Wellen der Leidenschaft  (режисер і актор)
- 1931 — Луїза, королева Пруссії /  Luise, Königin von Preußen  —  цар Олександр I
- 1932 — Нічна колона /  Nachtkolonne

### В СРСР
- 1933 — Степові пісні — Данила Рогозний
- 1946 — Клятва — генерал Фрідріх Паулюс
- 1950 — Сталінградська битва — генерал Фрідріх Паулюс
- 1955 — Герої Шипки — лорд Солсбері
- 1968 — Всього одне життя — англійський посол
- 1968 — Помилка Оноре де Бальзака — генерал Бібіков

## Нагороди та премії
- Заслужений артист РРФСР (1940)
- Сталінська премія першого ступеня (1950) — за виконання ролі генерала Паулюса у фільмі «Сталінградська битва».